# Notre-Dame-du-Cruet
Notre-Dame-du-Cruet là một xã thuộc tỉnh Savoie trong vùng Rhône-Alpes ở đông nam nước Pháp. Xã này nằm ở khu vực có độ cao từ 499-1100 mét trên mực nước biển.